# Port de Bonsecours

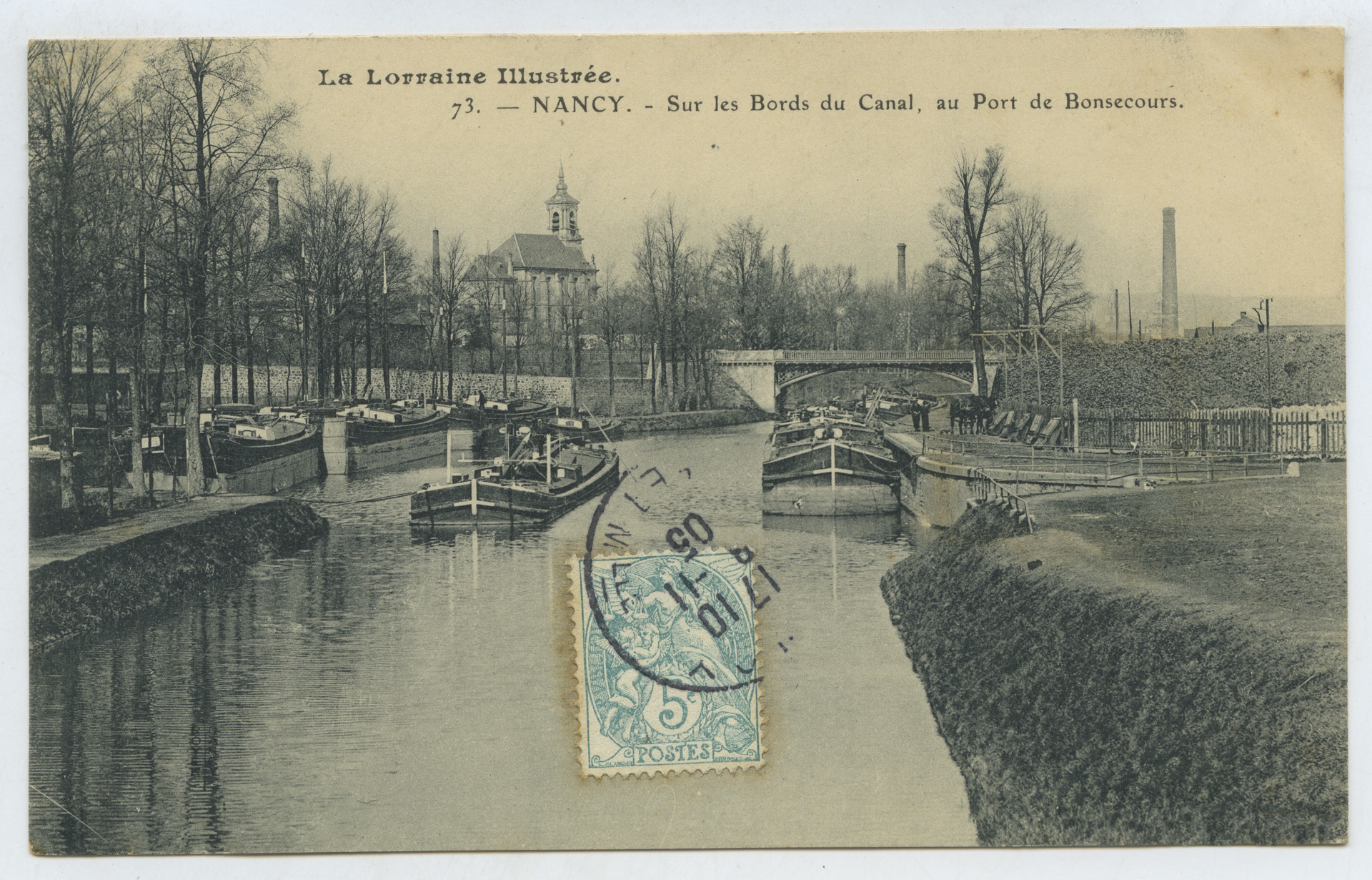
An den Ufern des Kanals am Port de Bonsecours in Nancy, 1905

Der Port de Bonsecours ist ein ehemaliger Binnenhafen am Rhein–Marne-Kanal in Nancy. Er lag in Nancy an der Rue Mansuy Gauvain an der Grenze der Stadtviertel Saint-Pierre, René II und Bonsecours.

## Geschichte
Die Entscheidung, den Bau des Rhein–Marne-Kanals in Angriff zu nehmen, wurde zwischen 1830 und 1840 nach langen Debatten getroffen, woraufhin der Staat Grundstücke zwischen dem Faubourg des Trois Maisons und Jarville-la-Malgrange erwarb. Die gewählte Trasse ermöglichte es, Champigneulles und Jarville ohne allzu viele Schleusen zu verbinden.
Das Hafenbecken ist noch vorhanden, sein Name ist allerdings in Vergessenheit geraten.